# 益都路
益都路，元朝时设置的路。
以益都府改置，治所在益都县（今山东青州市），属山东东西道宣慰司。辖境相当今山东省寿光、昌邑以南，即墨、高密以西，日照、临沭、郯城以北，滕州、邹城、新泰、淄博、博兴以东地区。明洪武初改为青州府。 